# Memorandum národa slovenského

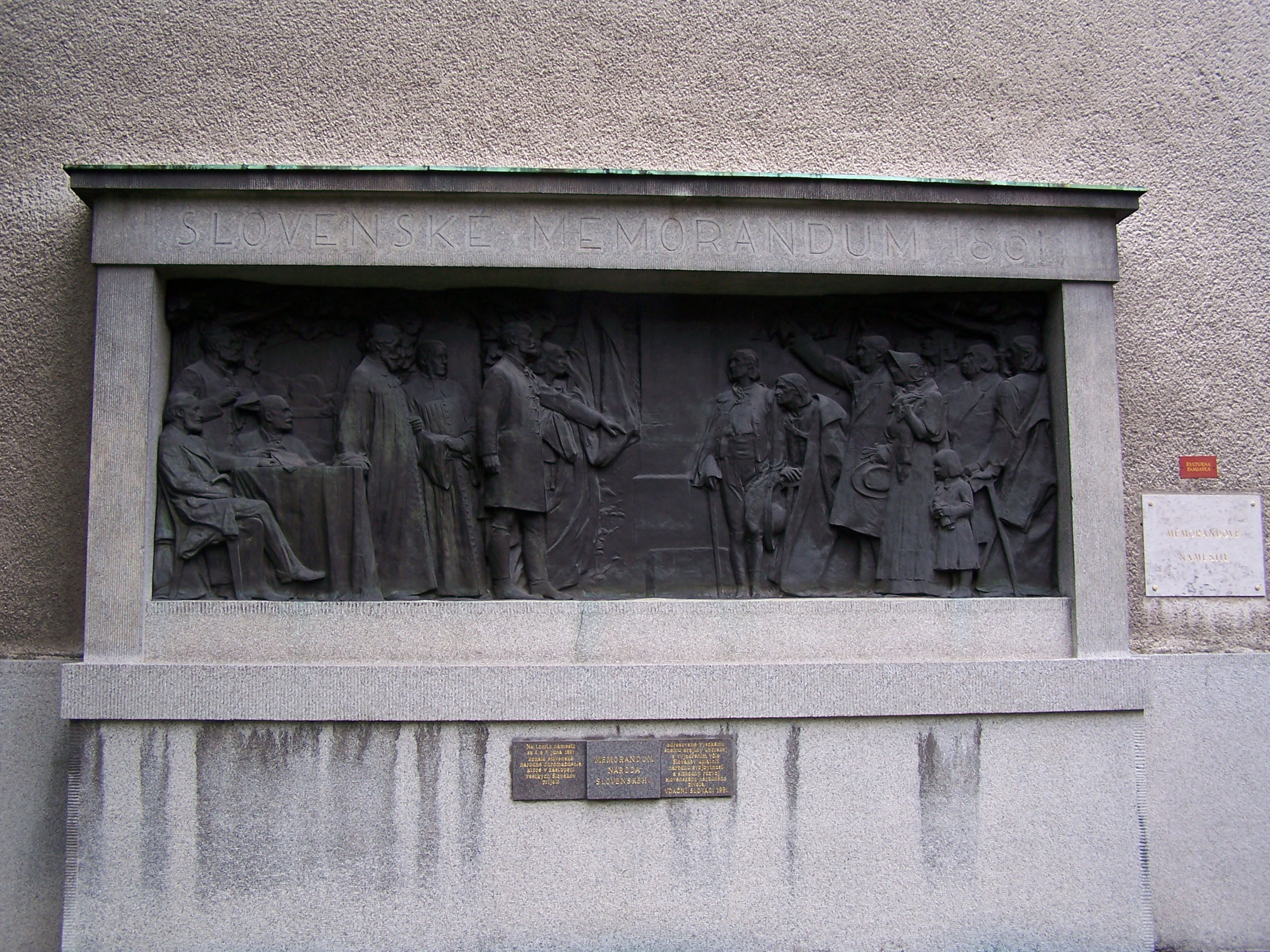
Památník Memoranda slovenského národa v Martině

Memorandum národa slovenského byl programový dokument slovenských národních (státoprávních, politických a kulturních) požadavků, přijatý a vyhlášený Slovenským národním shromážděním 6.–7. června 1861 v Turčianském Svätém Martině. Autorem memoranda byl Štefan Marko Daxner.
Memorandum žádalo ve čtyřech bodech zabezpečení svébytnosti slovenského národa ústavními zákony, rovnoprávnost národa a zákonité vymezení jeho území. Dále mělo požadavky jazykové, školské, administrativní a osvětové.
Mezi méně závažná ustanovení též patřily požadavky na zřízení Právnické akademie, katedry řeči a literatury slovenské na univerzitě v Pešti, požadavky, aby školy mohly vyučovat ve slovenštině, mohly se vydávat slovenské hospodářské časopisy a zřizovat slovenské hospodářské spolky.
Požadavky splněny nebyly, do 1. světové války však zůstaly základním programovým cílem slovenského národního hnutí a Slovenské národní strany.